# E-Prix de Sanya de 2019
El Sanya ePrix de 2019, oficialmente 2019 FWD Sanya E-Prix, fue una carrera de monoplazas eléctricos del campeonato de la FIA de Fórmula E que transcurrió el 23 de marzo de 2019 en el Circuito de Haitang Bay en Sanya, China.

## Resultados

### Clasificación
| Pos.    | No. | Piloto                 | Equipo    | Tiempo     | Dif        | PL |
| ------- | --- | ---------------------- | --------- | ---------- | ---------- | -- |
| 1       | 22  | Oliver Rowland         | Nissan    | 1:07.945   | -          | 1  |
| 2       | 25  | Jean Eric Vergne       | Techeetah | 1:08.045   | +0.100     | 2  |
| 3       | 28  | António Félix da Costa | BMW       | 1:08.122   | +0.177     | 3  |
| 4       | 66  | Daniel Abt             | Audi      | 1:08.331   | +0.386     | 4  |
| 5       | 27  | Alexander Sims         | BMW       | sin tiempo | sin tiempo | 5  |
| 6       | 23  | Sébastien Buemi        | Nissan    | 1:07.670   | -          | PL |
| 7       | 36  | André Lotterer         | Techeetah | 1:08.371   | +0.701     | 7  |
| 8       | 64  | Jérôme d'Ambrosio      | Mahindra  | 1:08.372   | +0.702     | 8  |
| 9       | 94  | Pascal Wehrlein        | Mahindra  | 1:08.455   | +0.785     | 9  |
| 10      | 11  | Lucas Di Grassi        | Audi      | 1:08.468   | +0.798     | 10 |
| 11      | 48  | Edoardo Mortara        | Venturi   | 1:08.504   | +0.834     | 11 |
| 12      | 4   | Robin Frijns           | Virgin    | 1:08.546   | +0.876     | 12 |
| 13      | 5   | Stoffel Vandoorne      | HWA       | 1:08.560   | +0.890     | 13 |
| 14      | 7   | José María López       | Dragon    | 1:08.568   | +0.898     | 14 |
| 15      | 19  | Felipe Massa           | Venturi   | 1:08.585   | +0.915     | 15 |
| 16      | 2   | Sam Bird               | Virgin    | 1:08.641   | +0.971     | 16 |
| 17      | 8   | Tom Dillmann           | NIO       | 1:08.800   | +1.130     | 17 |
| 18      | 6   | Felipe Nasr            | Dragon    | 1:08.823   | +1.153     | 18 |
| 19      | 16  | Oliver Turvey          | NIO       | 1:08.923   | +1.253     | 19 |
| 20      | 20  | Mitch Evans            | Jaguar    | 1:08.955   | +1.285     | 20 |
| 21      | 17  | Gary Paffett           | HWA       | 1:09.072   | +1.402     | PL |
| 22      | 3   | Nelson Piquet Jr       | Jaguar    | 1:09.399   | +1.729     | 22 |
| Fuente: |     |                        |           |            |            |    |

- Sébastien Buemi fue descalificado por un problema en los frenos.
- Gary Paffett largó desde el pit lane tras reemplazar una parte mecánica en su auto.

### Carrera
| Pos     | N° | Piloto                 | Equipo    | Vueltas | Tiempo      | PL | Puntos    |
| ------- | -- | ---------------------- | --------- | ------- | ----------- | -- | --------- |
| 1       | 25 | Jean-Éric Vergne       | Techeetah | 36      | 1:02:50.185 | 2  | 26 (25+1) |
| 2       | 22 | Oliver Rowland         | Nissan    | 36      | +1.762      | 1  | 21 (18+3) |
| 3       | 28 | António Félix da Costa | BMW       | 36      | +3.268      | 3  | 15        |
| 4       | 36 | André Lotterer         | Techeetah | 36      | +4.631      | 7  | 12        |
| 5       | 66 | Daniel Abt             | Audi      | 36      | +5.972      | 4  | 10        |
| 6       | 64 | Jérôme d'Ambrosio      | Mahindra  | 36      | +17.340     | 8  | 8         |
| 7       | 94 | Pascal Wehrlein        | Mahindra  | 36      | +18.367     | 9  | 6         |
| 8       | 23 | Sébastien Buemi        | Nissan    | 36      | +19.405     | PL | 4         |
| 9       | 20 | Mitch Evans            | Jaguar    | 36      | +20.646     | 20 | 2         |
| 10      | 19 | Felipe Massa           | Venturi   | 36      | +27.739     | 15 | 1         |
| 11      | 16 | Oliver Turvey          | NIO       | 36      | +31.453     | 19 | 0         |
| 12      | 8  | Tom Dillmann           | NIO       | 36      | +32.654     | 17 | 0         |
| 13      | 48 | Edoardo Mortara        | Venturi   | 36      | +38.208     | 11 | 0         |
| 14      | 4  | Robin Frijns           | Virgin    | 35      | +1 vuelta   | 12 | 0         |
| 15      | 11 | Lucas Di Grassi        | Audi      | 34      | +2 vueltas  | 10 | 0         |
| Ret     | 3  | Nelson Piquet Jr.      | Jaguar    | 21      | Retiro      | 22 | 0         |
| Ret     | 27 | Alexander Sims         | BMW       | 20      | Retiro      | 5  | 0         |
| Ret     | 17 | Gary Paffett           | HWA       | 13      | Retiro      | PL | 0         |
| Ret     | 7  | José María López       | Dragon    | 10      | Retiro      | 14 | 0         |
| Ret     | 5  | Stoffel Vandoorne      | HWA       | 1       | Retiro      | 13 | 0         |
| Ret     | 2  | Sam Bird               | Virgin    | 1       | Retiro      | 16 | 0         |
| Ret     | 6  | Felipe Nasr            | Dragon    | 1       | Retiro      | 18 | 0         |
| Fuente: |    |                        |           |         |             |    |           |

- Sébastien Buemi recibió 10 segundos de penalización por causar una colisión.
- Edoardo Mortara recibió 16 segundos de penalización por no activar el segundo modo ataque.